# 50 Song Memoir
50 Song Memoir è l'undicesimo album in studio del gruppo musicale statunitense The Magnetic Fields, pubblicato nel 2017.
Si tratta di un concept album dedicato alla vita di Stephin Merritt, realizzato in occasione del suo 50º compleanno, con un brano per ogni anno di vita.

## Tracce

### Disco 1
1. '66 Wonder Where I'm From – 2:44
2. '67 Come Back as a Cockroach – 2:34
3. '68 A Cat Called Dionysus – 2:46
4. '69 Judy Garland – 3:17
5. '70 They're Killing Children Over There – 2:36
6. '71 I Think I'll Make Another World – 2:57
7. '72 Eye Contact – 2:55
8. '73 It Could Have Been Paradise – 3:07
9. '74 No – 2:57
10. '75 My Mama Ain't – 3:01

### Disco 2
1. '76 Hustle 76 – 3:16
2. '77 Life Ain't All Bad – 4:16
3. '78 The Blizzard of ’78 – 3:15
4. '79 Rock'n'Roll Will Ruin Your Life – 2:58
5. '80 London by Jetpack – 2:58
6. '81 How to Play the Synthesizer – 3:06
7. '82 Happy Beeping – 3:10
8. '83 Foxx and I – 2:43
9. '84 Danceteria! – 3:09
10. '85 Why I Am Not a Teenager – 3:07

### Disco 3
1. '86 How I Failed Ethics – 2:58
2. '87 At the Pyramid – 3:10
3. '88 Ethan Frome – 2:24
4. '89 The 1989 Musical Marching Zoo – 3:06
5. '90 Dreaming in Tetris – 3:21
6. '91 The Day I Finally... – 2:20
7. '92 Weird Diseases – 3:10
8. '93 Me and Fred and Dave and Ted – 3:08
9. '94 Haven't Got a Penny – 2:53
10. '95 A Serious Mistake – 3:13

### Disco 4
1. '96 I'm Sad! – 2:12
2. '97 Eurodisco Trio – 3:15
3. '98 Lovers' Lies – 3:06
4. '99 Fathers in the Clouds – 2:52
5. '00 Ghosts of the Marathon Dancers – 3:05
6. '01 Have You Seen It in the Snow? – 2:51
7. '02 Be True to Your Bar – 3:34
8. '03 The Ex and I – 2:59
9. '04 Cold-Blooded Man – 3:06
10. '05 Never Again – 3:19

### Disco 5
1. '06 "Quotes" – 2:17
2. '07 In the Snow White Cottages – 2:52
3. '08 Surfin' – 2:47
4. '09 Till You Come Back to Me – 2:29
5. '10 20,000 Leagues Under the Sea – 3:03
6. '11 Stupid Tears – 2:45
7. '12 You Can Never Go Back to New York – 3:12
8. '13 Big Enough for Both of Us – 3:04
9. '14 I Wish I Had Pictures – 3:07
10. '15 Somebody's Fetish – 3:45

## Formazione
The Magnetic Fields
- Stephin Merritt – voce, ukulele, tastiera, piano, sintetizzatore, chitarra, dulcimer, autoharp, xilofono, glockenspiel, percussioni
- Claudia Gonson – cori, piano
- Sam Davol – violoncello, sega musicale
- John Woo – chitarra
- Shirley Simms – cori

Altri musicisti
- Thomas Bartlett – mellotron, clavinet, omnichord, piano Rhodes, piano, Moog, optigan
- Christopher Ewen – sintetizzatore, kazoo, angklung, stilofono, omnichord
- Pinky Weitzman – viola, violino, sega musicale
- Daniel Handler – cori, fisarmonica, vibrafono, piano, organo Hammond, celesta
- Johny Blood – tuba, flicorno soprano
- Brad Gordon – trombone, tromba pocket
- Randy Walker – cori
- Anthony Kacsynski – cori
- Otto Handler – voce parlata